# Aurelian Chițu
Aurelian Ionuț Chițu (ur. 25 marca 1991 w Țăndărei) – rumuński piłkarz grający na pozycji pomocnika w FC U Craiova 1948.

## Kariera klubowa
Karierę rozpoczął w 2004 w FC Unirea Slobozia. Grał tam do 2009, po czym przeszedł do Viitorulu Konstanca, gdzie zaczął profesjonalną karierę.
W 2013 został uznany młodzieżowcem roku przez telewizję Digi Sport.
W czerwcu 2013 podpisał czteroletni kontrakt z Valenciennes FC. Według różnych źródeł kwota transferu wyniosła 600 000 €, 700 000 € lub 750 000 €.
W styczniu 2014 Chițu został wypożyczony na pół roku do PAS Janina, a w sierpniu 2014 podpisał trzyletni kontrakt z Astrą Giurgiu. W maju 2015 przeszedł do Viitorulu Konstanca.

## Kariera reprezentacyjna
Chițu zadebiutował w reprezentacji Rumunii 2 lutego 2013 w meczu z Polską. Mecz ten został jednak unieważniony, dlatego za oficjalny debiut przyjmuje się rozegrany 4 dni później pojedynek z Australią.